# تپه سر قلا شجاع‌آباد
تپه سر قلا شجاع آباد مربوط به عصر برنز - سده‌های اولیه دوران‌های تاریخی پس از اسلام است و در شهرستان خرم‌آباد، بخش مرکزی، دهستان رباط نمکی، روستای شجاع آباد واقع شده و این اثر در تاریخ ۲۸ اسفند ۱۳۸۵ با شمارهٔ ثبت ۱۸۸۳۰ به‌عنوان یکی از آثار ملی ایران به ثبت رسیده است.